# 歡樂之光
歡樂之光（英語：Glorious Forever），是一匹曾在英國和香港出賽的已退役賽駒，來港後練馬師早期是羅富全，後期是蘇偉賢。胞兄是「馬克羅斯」。競賽生涯中一勝國際一級賽。

## 簡介
「歡樂之光」在英國由韋嘉（Ed Walker）訓練，曾出賽8次，獲2冠2亞1季。
2018年12月9日，蘇兆輝策騎「歡樂之光」勝出國際一級賽香港盃。
2019/2020馬季，「歡樂之光」只曾上陣三次，2019年12月8日在潘頓胯下力爭衛冕香港盃，結果衛冕失敗，隨後因右前腳傷患困擾而缺陣。其傷勢曾於2020年暑假期間好轉，惟9月再度惡化，且傷及右前腿筋腱，10月初亦曾右前腿不良於行及腳掌系部腫脹，後患嚴重。
2020/2021馬季，「歡樂之光」已連續兩季陷入低潮，且季內亦未嘗上陣兼受嚴重傷患困擾，於是在2020年12月31日轉投蘇偉賢馬房。然而，「歡樂之光」轉投蘇偉賢後未曾上陣，於2021年6月22日宣告退役，正式結束其競賽生涯。

## 在港勝出賽事全紀錄
| 比賽日期   | 賽事名稱         | 賽事班次 | 賽道 | 賽事路程 | 比賽馬場 | 名次 | 完成時間 | 騎師   |
| ---------- | ---------------- | -------- | ---- | -------- | -------- | ---- | -------- | ------ |
| 16/06/2018 | 薄扶林水塘道讓賽 | 第三班   | 草地 | 1800米   | 沙田馬場 | 1    | 1:46.18  | 潘頓   |
| 08/07/2018 | 海下讓賽         | 第二班   | 草地 | 2000米   | 沙田馬場 | 1    | 1:59.53  | 潘頓   |
| 21/10/2018 | IWC卓越讓賽      | 第二班   | 草地 | 1800米   | 沙田馬場 | 1    | 1:46.59  | 潘頓   |
| 09/12/2018 | 浪琴表香港盃     | G1       | 草地 | 2000米   | 沙田馬場 | 1    | 2:01.71  | 蘇兆輝 |

## 外部連結
- . 香港賽馬會. 2017-10-01  [2018-12-09]. （原始内容存档于2019-03-30）.